# Naniwa-ku
Naniwa (浪速区, Naniwa-ku) est un des vingt-quatre arrondissements d'Osaka, au Japon. Il a une superficie de 4,37 km2.
L'arrondissement est surtout résidentiel. Ces dernières années, il se confond de plus en plus avec le quartier commercial de Namba, qui est aussi un nœud de communications dans la ville.
Naniwa a une importante population de burakumin et de Zainichi coréens, comme on peut le voir dans le musée Liberty Osaka. En 2024, les résidents étrangers constituent 15.29% de la population.
L'arrondissement a été presque entièrement rasé lors du bombardement de 1945 et il y reste peu de bâtiments datant d'avant la Seconde Guerre mondiale.

## Lieux notables
- Nipponbashi, parfois appelé Den Den Town (la ville électrique) a beaucoup de magasins spécialisés en électronique et électro-ménager
- Shinsekai
- La tour Tsūtenkaku
- Imamiya-Ebisu-jinja
- Le gymnase préfectoral d'Osaka, qui accueille un grand tournoi de sumo chaque année en mars
- Liberty Osaka (musée des Droits de l'Homme d'Osaka)
- Namba Parks et la Namba Parks Tower
- FM OSAKA
- Namba Yasaka-jinja
- Ōkuninushi-jinja

## Galerie

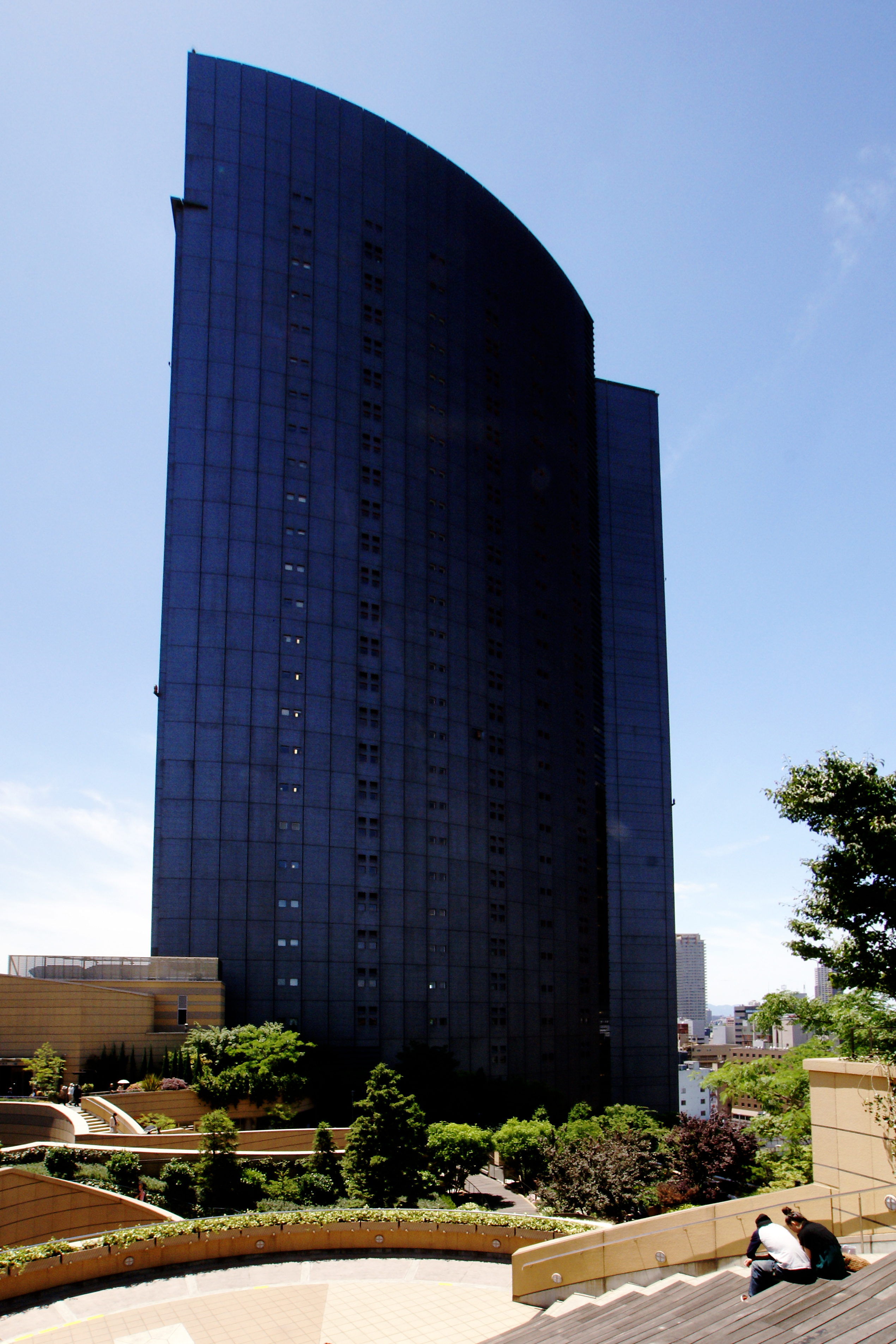
Namba Parks Tower.
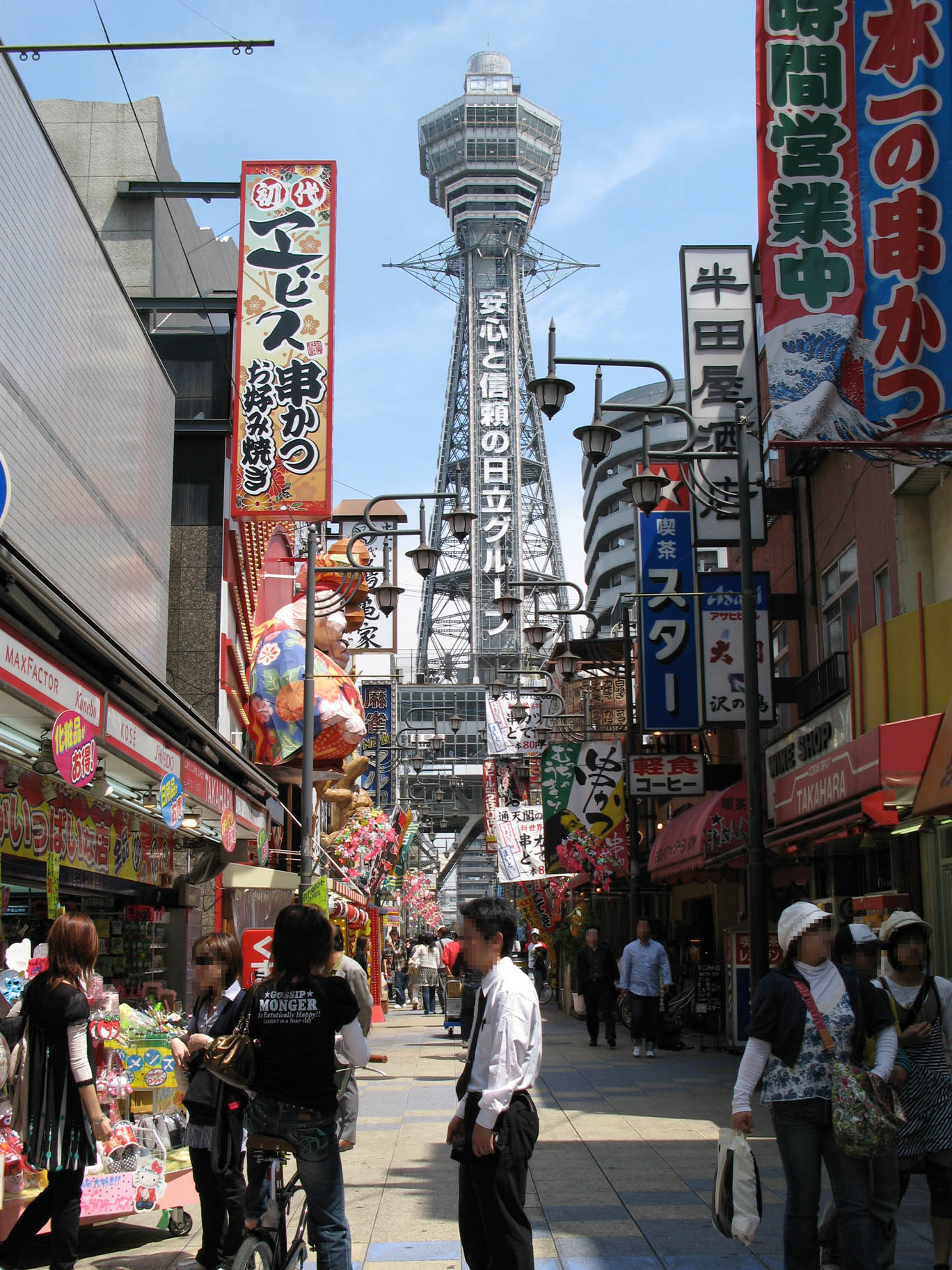
Tour Tsūtenkaku.